# Morimidius
Morimidius – rodzaj chrząszczy z rodziny kózkowatych i podrodziny zgrzypikowych.

## Zasięg występowania
Przedstawiciele tego rodzaju występują w Indiach oraz Chinach.

## Systematyka
Do Morimidius należą 2 gatunki:
- Morimidius flavosparsus
- Morimidius shihongliangi